# Шмидакова, Яна
Я́на Шмида́кова (чеш. Jana Šmidáková; 6 ноября 1983, Острава) — испанская гребчиха-байдарочница чешского происхождения, выступала за сборную Испании в середине 2000-х — начале 2010-х годов. Участница двух летних Олимпийских игр, серебряный и бронзовый призёр чемпионатов мира, чемпионка Европы, победительница многих регат национального и международного значения.

## Биография
Яна Шмидакова родилась 6 ноября 1983 года в городе Острава Моравскосилезского края, однако впоследствии переехала на постоянное жительство в Испанию. Активно заниматься греблей начала с раннего детства, проходила подготовку в Овьедо в местном одноимённом байдарочном клубе.
Первого серьёзного успеха на взрослом международном уровне добилась в 2003 году, когда попала в основной состав испанской национальной сборной и побывала на чемпионате мира в американском Гейнсвилле, откуда привезла награды серебряного и бронзового достоинства, выигранные в зачёте четырёхместных байдарок на дистанциях 200 и 500 метров соответственно. Год спустя выступила на чемпионате Европы в польской Познани, где одержала победу в четвёрках на двухстах метрах и стала бронзовой призёршей в четвёрках на пятистах метрах.
Благодаря череде удачных выступлений удостоилась права защищать честь страны на летних Олимпийских играх 2004 года в Афинах — стартовала здесь в четвёрках на дистанции 500 метров вместе с такими гребчихами как Мария Исабель Гарсия, Беатрис Манчон и Тереса Портела, сумела дойти до финальной стадии турнира, однако в решающем заезде финишировала лишь пятой, немного не дотянув до призовых позиций.
В 2005 году Шмидакова завоевала серебряную и бронзовую медали на мировом первенстве в Загребе, на дистанции 200 метров среди двоек и четвёрок. На европейском первенстве 2008 года в Милане добавила в послужной список бронзовую награду, полученную в полукилометровой программе байдарок-четвёрок. Будучи в числе лидеров гребной команды Испании, благополучно прошла квалификацию на Олимпийские игры в Пекине — совместно с Бетрис Манчон, Терезой Партелой и Сонией Моланес повторила результат четырёхлетней давности, в четвёрках на пятистах метрах снова вышла в финал и заняла итоговое пятое место.
После пекинской Олимпиады Яна Шмидакова осталась в основном составе испанской национальной сборной и продолжила принимать участие в крупнейших международных регатах. Так, в 2009 году она отправилась представлять страну на чемпионате мира в канадском Дартмуте и взяла бронзу а полукилометровой программе четырёхместных экипажей. В следующем сезоне на домашнем европейском первенстве в Корвере выиграла в той же дисциплине ещё одну бронзовую медаль. Последний раз показала сколько-нибудь значимый результат на международном уровне в 2012 году, когда выступила на чемпионате Европы в Загребе и завоевала в двойках на километре очередную бронзовую награду. Пыталась пройти отбор на Олимпийские игры в Лондоне, но не смогла этого сделать из-за слишком высокой конкуренции. Вскоре после этого приняла решение завершить карьеру профессиональной спортсменки, уступив место в сборной молодым испанским гребчихам.